# بني مؤنس (همدان)

تعديل مصدري - تعديل

بني مؤنس هي إحدى قرى عزلة بني مكرم بمديرية همدان التابعة لمحافظة صنعاء، بلغ تعداد سكانها 1463 نسمة حسب تعداد اليمن لعام 2004.